# Chelsie Giles
Pour les articles homonymes, voir Giles.
Chelsie Giles, née le 25 janvier 1997 à Coventry (Royaume-Uni), est une judokate britannique. Elle remporte la médaille de bronze en moins de 52 kg aux Jeux olympiques d'été de 2020.

## Carrière
Chelsea Giles est médaillée de bronze dans la catégorie des moins de 52 kg aux Jeux européens de 2019 à Minsk.
Lors des Jeux olympiques d'été de 2020, Chelsie Giles remporte le bronze en moins de 52 kg en battant la Suissesse Fabienne Kocher. Lors des Championnats d'Europe 2022, elle remporte l'or en moins de 52 kg en battant la Française Amandine Buchard.
Lors des Championnats du monde 2022, elle remporte l'argent en moins de 52 kg, s'inclinant en finale contre la Japonaise Uta Abe.
Elle est médaillée de bronze dans la catégorie des moins de 52 kg aux Championnats d'Europe de judo 2023 à Montpellier.

## Palmarès

### Compétitions internationales
| Année | Compétition           | Lieu        | Résultat | Catégorie      |
| ----- | --------------------- | ----------- | -------- | -------------- |
| 2019  | Jeux européens        | Minsk       | 3e       | Moins de 52 kg |
| 2021  | Jeux olympiques       | Tokyo       | 3e       | Moins de 52 kg |
| 2022  | Championnats d'Europe | Sofia       | 1re      | Moins de 52 kg |
| 2022  | Championnats du monde | Tachkent    | 2e       | Moins de 52 kg |
| 2023  | Championnats d'Europe | Montpellier | 3e       | Moins de 52 kg |